# Linaria brachyphylla
Linaria brachyphylla är en grobladsväxtart som beskrevs av D. Delipavlov. Linaria brachyphylla ingår i släktet sporrar, och familjen grobladsväxter. Inga underarter finns listade i Catalogue of Life.